# 軒輗
軒輗（けん げい、生年不詳 - 1464年）は、明代の官僚。字は惟行。本貫は帰徳府鹿邑県。

## 生涯
永楽22年（1424年）、進士に及第した。行人司副に任じられた。宣徳6年（1431年）、推薦により御史に転じた。福建を巡察し、不正をおこなう者たちを処断した。
正統元年（1436年）、軒輗は浙江の軍の粛正を担当し、職務不適格な者四十数人を弾劾した。正統5年（1440年）、軒輗は内外の諸官司が勝手に御史を派遣することを禁止するよう請願した。同年に浙江按察使に抜擢され、清廉で節倹なふるまいで知られた。
温州府と処州府には銀場があり、洪武年間には1年に2800両あまりが賦課されるばかりだったが、永楽年間には82000両が賦課され、民衆は負担に耐えかねていた。英宗が即位すると、大臣と協議して銀場を廃止した。正統9年（1444年）、参政の兪士悦が利を説いて銀場の再開を請願したため、三司に議論するよう下命された。軒輗が強く反対を主張したため、銀場の再開は中止された。しかし給事中の陳傅が再び銀場の再開を請願したため、朝廷はその意見に従い、処州の葉宗留の乱を招くことになった。
会稽の趙伯泰は宋の皇族の末裔で、孝宗と理宗と福王趙与芮の陵墓がともに豪民の侵奪を受けていると上奏した。御史の王琳は福王は元に降伏して北方に去ったので、山陰県にどうして墓があるものかといって棄却した。趙伯泰は不満で、再び訴えた。英宗は軒輗と巡按御史の欧陽澄に調査を命じた。軒輗は福王の陵墓はおそらく衣冠を納めたもので、趙伯泰の言は偽りではないと報告した。英宗は豪民を辺境の兵役に流し、王琳らの俸給を停止した。軒輗の親が死去したため、軒輗は喪に服すため辞職した。のちに官に復帰した。正統13年（1448年）、四事を上奏して、時政の弊害を取り除くよう訴え、英宗はこれを全て聞き入れた。
正統14年（1449年）、景泰帝が即位すると、軒輗は右副都御史として浙江に駐屯し守備した。景泰元年（1450年）、両浙の塩課の監理を兼ねるよう命じられた。福建出身の呉金八らの反乱軍が青田県などを荒らしまわると、軒輗は原貞とともにこれを討って鎮圧した。反乱軍の首領の羅丕や廖寧八らが再び福建から浙江に入ると、軒輗らは防御に功績があり、秩一等を進められた。翌年、南京の食糧備蓄の監督に転じた。景泰5年（1454年）、左副都御史に転じ、南京都察院の事務を管掌した。御史の職務不適格な者数人を考査して降格させた。
天順元年（1457年）2月、軒輗は北京に召還されて刑部尚書に任じられた。数月後、病を理由に帰休を願い出た。英宗が軒輗を召し出して会うと、「むかし浙江廉使が任期を満了して帰るときに、行李がわずか一箱だったそうだが、卿のことではないか」と訊ね、白金を賜って慰労した。翌年、南京の食糧備蓄を監理する官が欠員となったため、英宗が李賢に諮問すると、李賢は軒輗を推薦した。そこで軒輗は左都御史として南京に赴任することになった。天順8年（1464年）夏、軒輗は老齢のため致仕を願い出た。返事を待たずに帰宅し、入浴中に死去した。諡は介粛といった。著書に『奏議』4巻があった。